# ردة كبير
قرية ردة كبير هي قرية تابعة لريف حلب في شمال شرق سوريا، تشرف على بحيرة الأسد، وتسكنها عشيرة البوحسن، ويبلغ عدد سكانها حوالي 7,000 نسمة. تتبع القرية قرى أخرى إدارياً، مثل قريه ردة صغير . ويعمل سكانها في الزراعة وتربية المواشي.